# Ваза

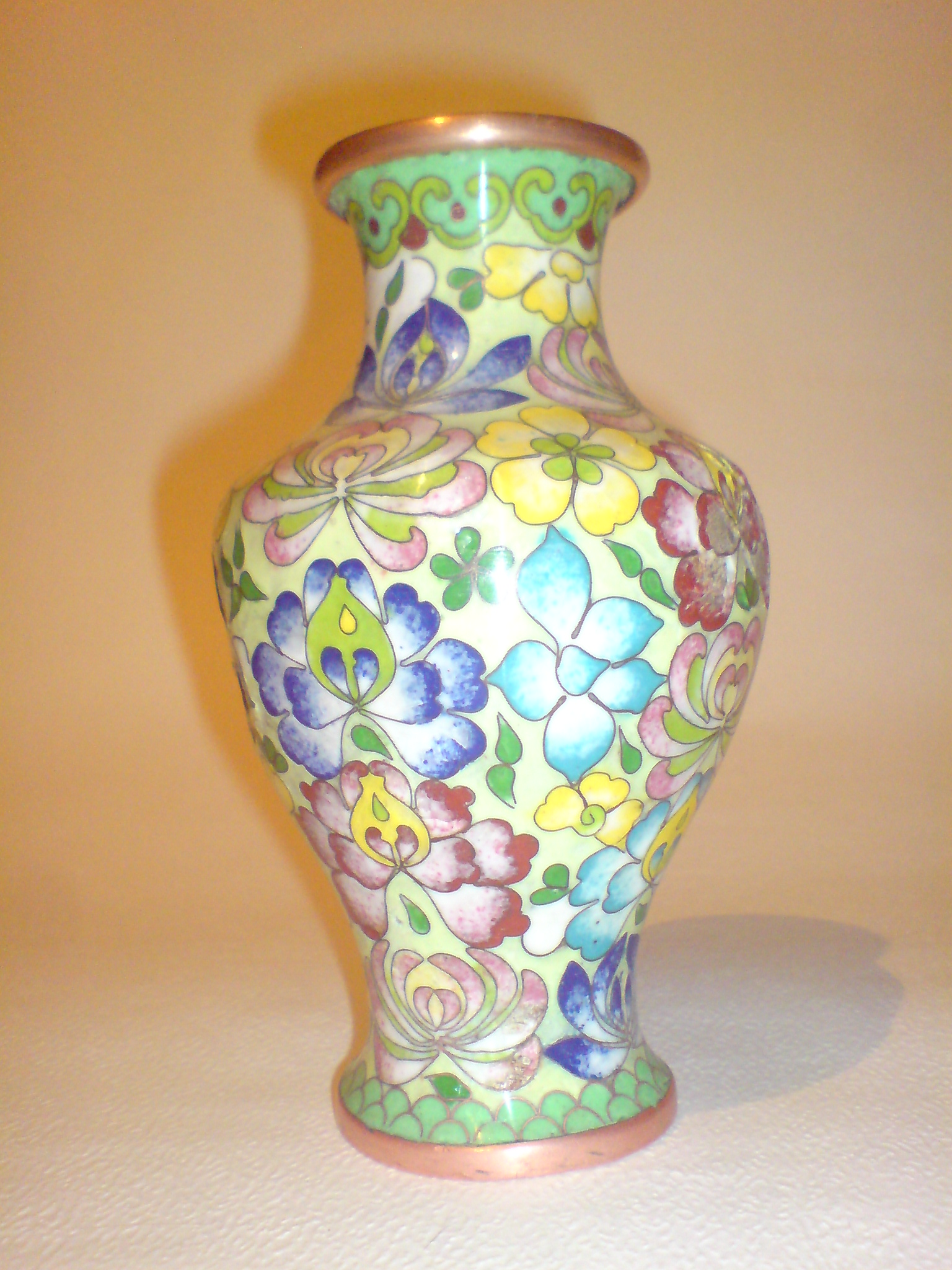
Бронзова китайська ваза

Ва́за (фр. vase від лат. vasum — «посудина», «судина») — посудина витонченої, елегантної форми, з мальовничими або ліпними прикрасами, виготовлена із глини, порцеляни, каменю або металу. Серед посудин цього роду особливої уваги, за своєю важливості для історії мистецтва та археології, заслуговують давньогрецькі розписні вази з обпаленої глини, які знаходять переважно у похованнях скрізь, де процвітала або куди встигла проникнути еллінська цивілізація. Надзвийчаною самобутністю відрізняється й китайська порцеляна. Призначена для декору або зберігання в ній речовини.

## Давньогрецькі вази
Незалежно від краси своєї загальної зовнішності, що свідчить про те, як сильно проявлявся художній смак стародавніх греків навіть у подібних напівремісничих творах, вази ці цікаві, по-перше, в тому відношенні, що розпис їх дає уявлення про живописне мистецтво цього народу, про характер і напрямки живопису, справжніх пам'яток якої не дійшло до нас майже жодної. По-друге, розпис цих виз, завдяки розмаїтості трактованих нею сюжетів, служить ілюстрованим коментарем всієї еллінської старовини: міфологічні сцени, в яких діючими особами є всі божества Олімпу, сцени з переказів про героїв, релігійні та поховальні обряди, гімнастичні ігри, різні епізоди публічного і приватного життя — такі сюжети, відтворені на вазах, ставлять глядача обличчям до обличчя з віруваннями і побутом давно зниклої, висококультурної цивілізації і допомагають археологу усвідомити собі багато чого, що лишалося б для нього темним, якщо б він користувався одними лише свідченнями стародавніх письменників. Тому не дивно, що в усіх освічених країнах вчені займаються дослідженням давньогрецьких ваз, і в усіх сучасних музеях Європи складаються і поступово поповнюються колекції цих пам'яток старовини. Особливо багаті ними Луврський музей у Парижі, Британський музей в Лондоні, Стара пінакотека у Мюнхені, Берлінське античне зібрання і Національний археологічний музей в Неаполі, Національний археологічний музей в Афінах та Ермітаж у Сакт-Петербурзі.

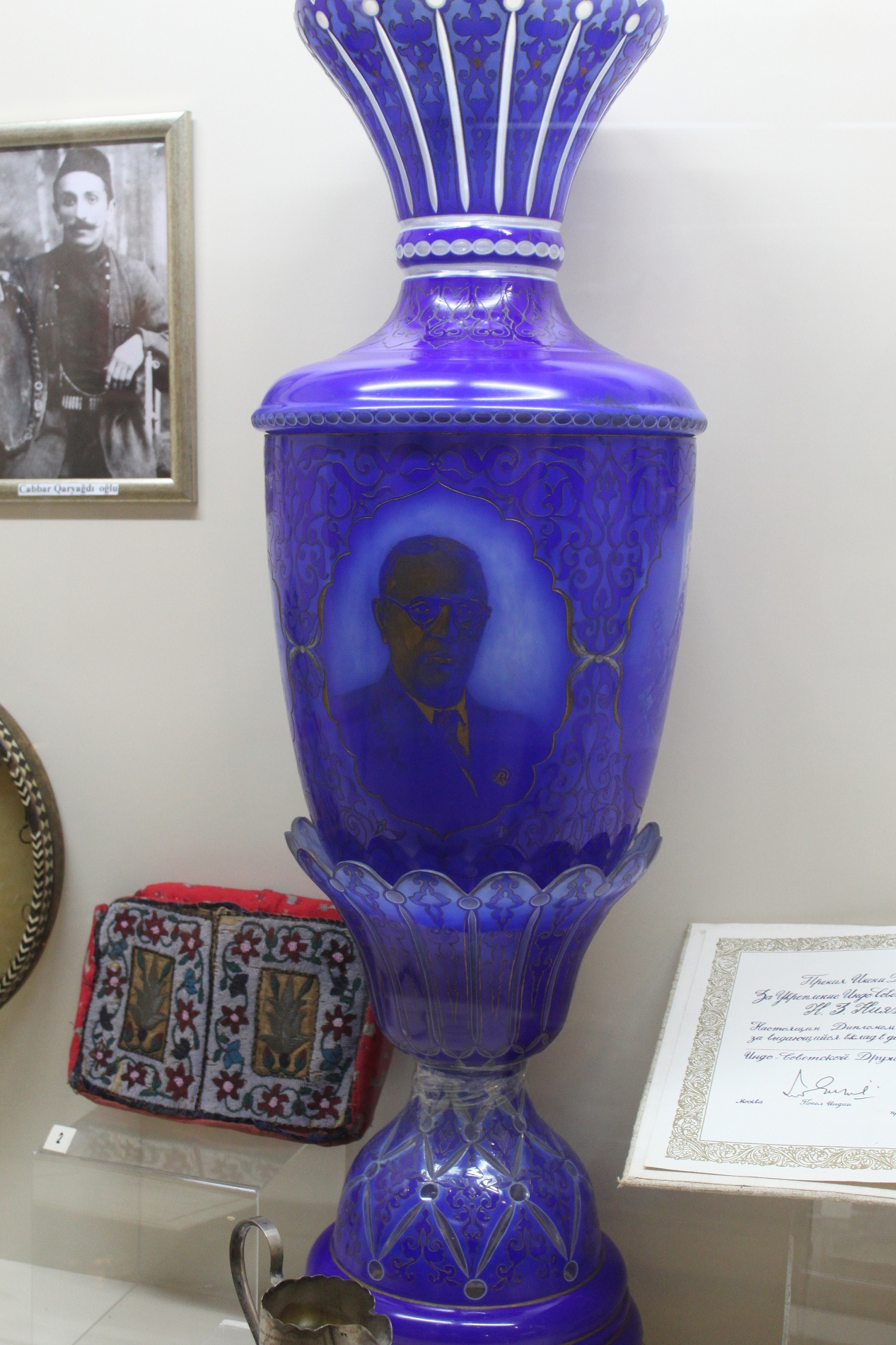
Ваза

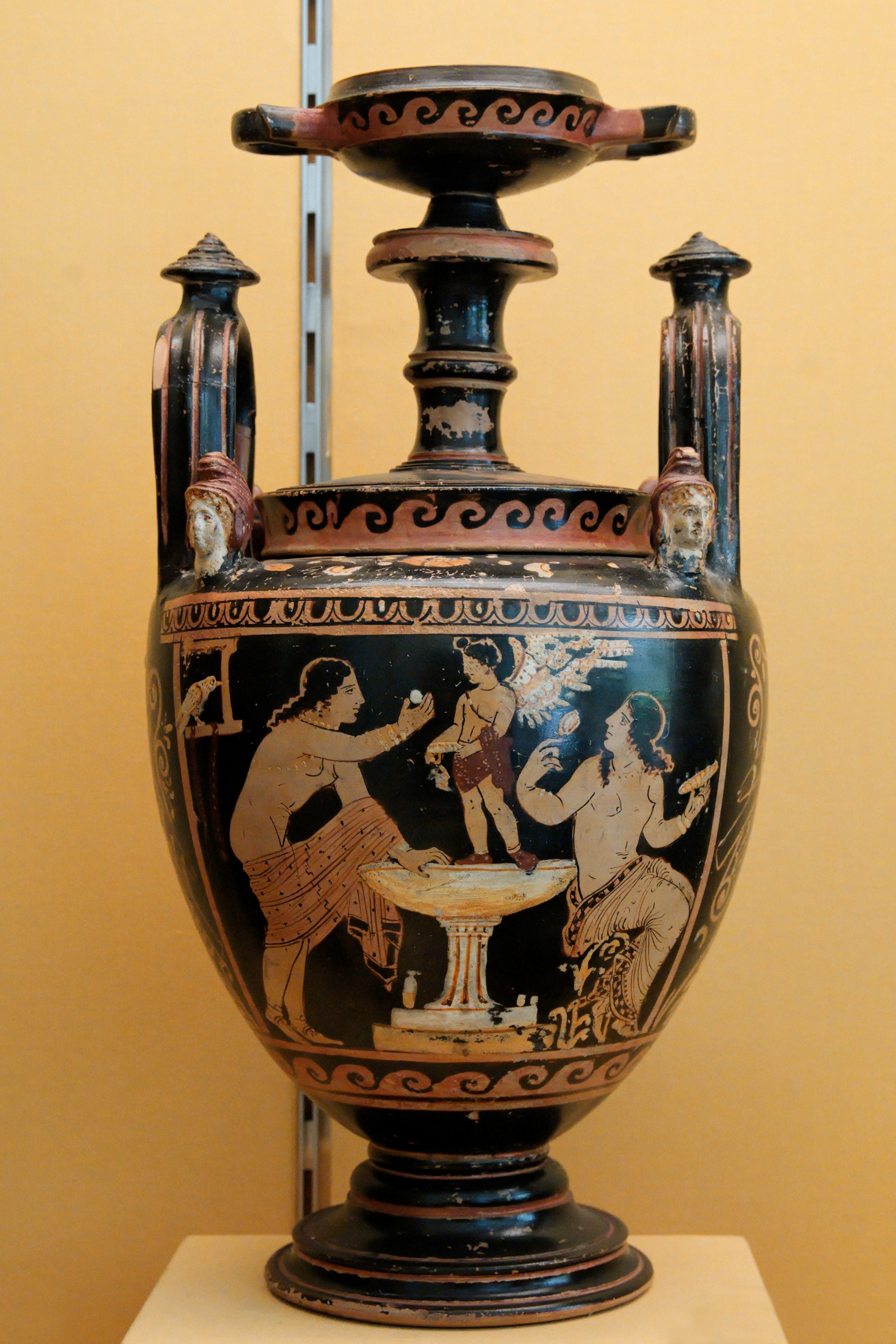
Весільний лебес, вазопицесь Астей, Національний археологічний музей Іспанії

Глиняні розписні вази зустрічаються переважно у гробницях, хоча вони лише в рідкісних випадках виявляються містять в собі попіл померлих. Як правило вази ставили або клали близько трупа або вішали на стінах поховального склепу. Більшість їх належить до предметів домашнього ужитку: одні вживалися для зберігання сипучих і рідких господарських припасів, інші — для змішування напоїв, треті для черпання, четверті для пиття, п'яті для парфумів тощо. Були також вази, які не мали, очевидно, ніякого практичного призначення, а використовувались виключно як кімнатні прикраси, а також і такі, які виготовлялися, головним чином, для принесення в дар богам або для роздачі, у вигляді нагород, на гімнастичних та інших змаганнях (наприклад, Панафінейські амфори). Призначення поховальних ваз мало подвійну мету: з одного боку, рідні небіжчика бажали прикрасити як можна краще його останній притулок, а з іншого — оточити його предметами, які були йому корисні і приємні на землі, імовірно, у тому переконанні, що вони можуть служити йому і в потойбічному житті.
Перші розписні вази, що звернули до себе увагу вчених у 17 столітті, були знайдені в Тоскані, а тому їх визнали за твори Етрурії, але в наш час[коли?] найменування їх етруськими абсолютно залишено, і кожен, хоч трохи обізнаний з археологією, вже не сумнівається, що пеерважна їх частина — грецького походження, і лише деякі яскраво відрізняються від інших формою (канопи), кольором глини (чорна глина — буккеро), характером і змістом розпису та іншими особливостями. Це і є власне етруські вироби. Виготовленням ваз займалися майже в усіх містах Греції та її колоніях (див. Велика Греція), але головним центром виробництва була Аттика, особливо Стародавні Афіни та Коринф. Звідси шляхом торгівлі, вони розповсюджувалися по берегах Середземного і Чорного морів і проникали всередину континенту, причому грецькі майстри, розраховуючи на збут своїх продуктів у варварів, часом підлаштовувались під їх смак, що доведено знахідками, зробленими в різних віддалених від Греції пунктах, наприклад, на півдні України.

### Технологія виготовлення

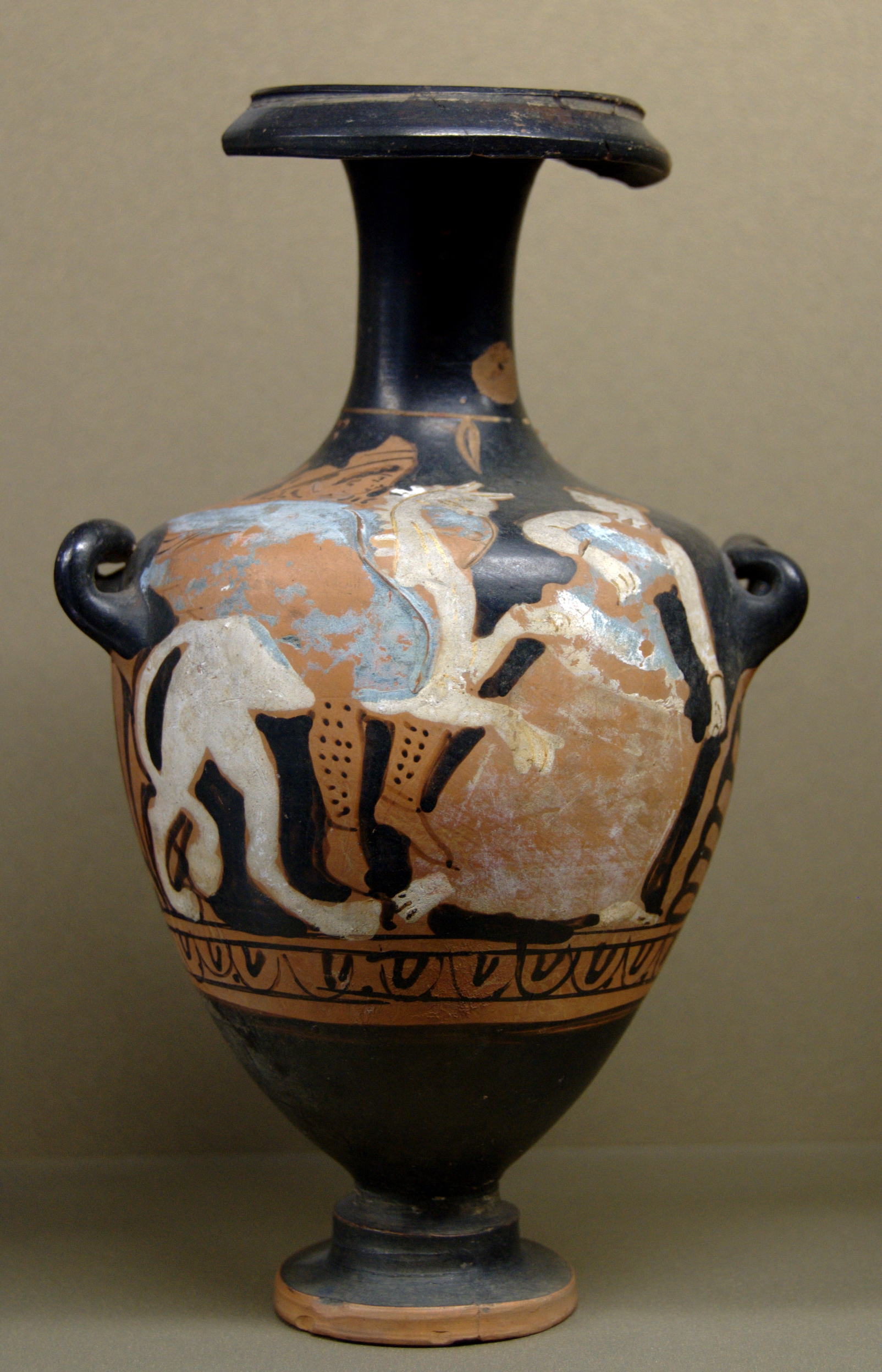
Керченська ваза: гідрія Жінка та Арімасп верхи на грифоні, Лувр

У багатьох з тих місць, куди завозилися давньогрецькі вази, виникала тубільна їх фабрикація, яка лише рідко досягала їх досконалості. Однак, технічні прийоми при виготовленні розписних ваз були скрізь однакові. Вони полягали в наступному: гончар брав тонку, добре просіяну і перем'яту глину і ліпив з цього матеріалу руками загальну, ще грубу форму судини, обточував її і обробляв на гончарному колі. При цьому ручки і шийка вази виготовлялися окремо і вже потім приставлялися до вази. Глина вживалася іноді у природному своєму вигляді (особливо у період злив), без будь-яких домішок фарбувальних речовин, а іноді до неї додавалася якась фарба, аби матеріал набував бажаного тону, приємнішого для ока.
Після того, як посудина вже остаточно набувала належної форми, її сушили на сонці або злегка обпалювали в печі, так, щоб глина не втратила цілком своїй м'якості. Така висушена або слабо обпалена ваза надходила до рук живописця, якщо сам гончар не брався за її розпис. Майстер креслив на ще досить м'якій поверхні, гострим або притупленим інструментом, бажаний сюжет, позначаючи лише головні його контури. Прийом же самого розпису був різним, залежно від того, орнаментований він чи із чорними фігурами на червоному тлі або, навпаки, червоними фігурами на чорному тлі. У першому випадку, художник покривав суцільно чорним лаком простір усередині контурів, залишаючи решту поверхні судини незайманою, потім він видряпували на засохлому лаці різцем необхідні деталі, як мускулатура, риси обличчя, складки одягу таким чином, щоб природна фарба судини проглядала в цих штрихах. У другому випадку він починав з того, що проходив по накресленим контурам тонким пензлем з чорним лаком, після чого, товстим пензлем оточував їх зовні широкою смугою того ж лаку, ним же покривав суцільно весь фон і, на закінчення, позначав тонкими рисами їх деталі, користуючись при цьому знову тонким пензлем. Після закінчення цієї роботи ваза ставилася на довгий час у піч, де повільно і поступово глина тверднула. Чорний лак, яким здійснювався розпис, відрізняється великим блиском і дивовижною міцністю.
З плином часу поліхромна орнаментація ваз увійшла у шану: у розписі особливо урочистих і дорогих ваз стали з'являтися в достатку блакитний, зелений, світло-жовтий і темно-червоний кольори, навіть позолота. Нарешті, деякі судини, як, наприклад, лекіфи афінської фабрикації, покривалися шаром білої фарби, по якій було зручно працювати пензлем. Написи, які супроводжують вельми часто фігури або що свідчать про імена художників-виконавців, накреслювали на вазах чорним лаком за допомогою пензля або ж видряпували в глині голкою.

### Сюжети вазопису
Питання унікальності сюжетів давньогрецького вазопису залишається недостатньо роз'ясненим. Проте майже достеменно відомо, що вазописці не вдавалися ні до калькування, а за багатьма вазами видно видно, що художник малював ескізи не одразу, але видозмінювати і поліпшував початковий ескіз. Припускають, втім, що вазовий живопис часом відтворював ті чи інші картини знаменитих майстрів стародавності. Вельми ймовірно також, що для деяких, часто повторюваних сюжетів, були розроблені зразкові, шаблонні малюнки, яких орнаментисти притримувалися, додаючи фігури до даної композиції, що дозволяло йому імпровізувати. Вазописці ваз звичайно не були знаменитими митцями і рідко підписували свої роботи.